# Nina Frolova
Nina Nikolajevna Frolova (ryska: Нина Николаевна Фролова), född den 11 oktober 1948 i Moskva, är en tidigare sovjetisk roddare.
Hon tog OS-silver i åtta med styrman i samband med de olympiska roddtävlingarna 1980 i Moskva.